# 程桓生
程桓生（1819年—1897年），字尚斋，一字秩周，安徽省徽州府歙縣槐塘程氏，清朝官员、两淮盐运使。
程桓生为来自歙縣槐塘的徽州盐商、曾国藩幕僚程希辕（-1868年）之子，嘉庆二十四年出生于扬州的盐商社区南河下康山邻之徐姓宅。天资聪颖，六岁能诗，拜胡城东、程琨（字可山）等大儒为师，二十岁在祖籍徽州歙县槐塘邻村棠樾鲍家私塾教书。道光二十九年（1849年）拔贡，次年（1850）朝考一等。咸丰元年（1851年）任广西桂平县知县，咸丰四年，因桂平城被土匪所破被参劾革职，进入曾国藩幕府达十四年。累功升为道员。同治癸亥（1863年），曾国藩创立分销淮盐的鄂、湘、西、皖四岸督销局，程桓生受命总办西岸（江西），督销盐引，在吴城镇建立仓库。同治三年（1864年），有人弹劾江西督销盐引委员、广西候补道程桓生假公济私，称其借督销盐引之势，利归于己，其父程颖芝（程希辕）于安庆开设合和盐行，其弟江西候补知县程朴生于饶州开设程泰和盐行（与方性存合作开设），又私用钦差大臣字样。据沈葆桢查明，并无其事，且每月接济饷银七八万两。同治四年八月，程桓生补授江西盐法道并兼分巡南瑞临道。
同治六年（1867），程桓生署两淮盐运使，主持两淮盐务并兼理江北厘金局，驻扎扬州，在战后重建淮盐管理体制，同时为湘军、淮军筹措稳定而充足的军饷，资助“剿捻”。同治七年调任湖北督销局道员。光绪十年（1884年）再度担任两淮盐运使。光绪十三年（1887年）八月辞职养老。晚年其三子相继病逝，其后程桓生于光绪二十三年（1897年）七月去世，年七十九岁，追赠荣禄大夫，归葬徽州休宁县东乡荫村。

## 家庭
原配汪氏，封一品夫人。
- 长子锦坤
- 次子锦澄
- 三子程夔（1846—1890年）：谱名锦武，字咏琴，号午坡，辛酉（1861年）十六岁拔贡，光緒三年（1877年）丁丑科进士。授翰林院庶吉士，浙江行走。
- 四字锦龢
- 五子锦粤

侧室叶氏（-1936年）
- 子程善之（1880—1942年），名庆余，近代文人、小说家。